# アートバンク
アートバンク（Art Bank）は、政府機関などが主に現存の若手美術作家の美術作品を入札形式にて購入し、政府庁舎や一般企業、個人宅に貸出し、その貸借料を収益とする事業を表す。
主に、
1. 国内のアーティストの支援
2. 美術の普及・啓蒙

の2点を目的として、政府機関によって運営される。最も古い事例は、1972年にカナダ政府によって着手された。その後、オーストラリア政府が1980年にアートバンクを設立し、ノルウェー、韓国等でも同様のプロジェクトが実施された。日本政府も、カナダに情報提供を求めたという。

## カナダにおけるアートバンク事業
1972年、アートバンク事業は予算庁の審議を可決し、申請された25万カナダドルに対して、5年間で500万カナダドルが割り当てられた。この潤沢な資金によって、国内最大級の現代アートコレクションが形成され、アートバンク事業として運用が開始された。
しかし、初期（1970年代）において、重大な事業上の課題が発生した。調達した作品とレンタルのニーズにミスマッチが発生し、費用が売上を上回る赤字事業となった。これは、アートバンクを政府の単なるインテリア調達機能にしたくないと考えた当時の作品調達の責任者が、調達する作品の選定にレンタルのニーズを考慮しなかったからであったという。後に外部による調査で、作品調達部門と貸出部門のセクショナリズムにより、事業として必要な情報や経営方針が共有されていない事が明らかになった。これらの調査報告に基づき、アートバンク事業は政府による資金注入を必要としない、独立採算部門として再出発した。
その後1980年代を通して、アートバンクはカナダのアート市場の最も重要な存在に成長した。これは、市場関係者がアートバンクのコレクションに入ったアーティストが、カナダの美術市場重要であり、次世代に引き継がれるべきであると考え、アート市場における価格形成に影響を及ぼしたからである。しかし、巨大なインスタレーション作品や彫刻、映像作品等、レンタルに適さない形式の作品の購買も依然続けられた。これらの作品は、国の美術コレクションとしては適していたかもしれないが、明らかにアートバンクの事業目的にそぐわないものであった。さらに、購買される作品と顧客のニーズの乖離が生じ、購買作品に対して顧客の要求が上がるようになった。
1995年、依然改善されない採算性と、巨大になりすぎたコレクションの大部分が貸し出されない状態になっている点、さらに有名になったアーティストが自らの作品を買い戻し始めると言った一連の問題により、アートバンクは事業閉鎖の危機に瀕する。しかし、創立期のディレクターであったLuke Rombout氏が事業再建に呼び戻され、余剰人員の解雇、購買の一時凍結、地代の安い保管スペースへの移転等、一連のリストラを実施した。この努力によってアートバンクは事業継続を認められる事となった。
その後、アートバンクは自己採算性を持った事業としての経営スタイルを定着させ、2002年以降は政府の資金を受けずに事業を継続している。現在は2,800人のアーティストから、18,000作品をコレクションに納めており、総額は6千万カナダドルを上回ると言われている。現在のマーケティングメッセージは「Rent works of art for your place of work.（あなたの職場にアート作品をお貸しします。）」と、非常に顧客志向の高いものとなっており、顧客のニーズに応えるアートコンサルタントが営業活動を行っている。この結果は収益性の大幅な改善に反映されているという。但し、顧客は主に政府関係で、一般企業向けの貸出比率は10％に満たないという。

## オーストラリアにおけるアートバンク事業
オーストラリアにおけるアートバンク事業は、オーストラリアの文化芸術の振興と、アートのある暮らしを啓蒙する目的で運営されている。事業モデルは、カナダのアートバンクを見習っており、貸出料はコレクションの収集に再投資される。
1980年オーストラリア政府の芸術支援プログラムとして開始され、現在は"Department of Environment, Water, Heritage and the Arts"の一部門として運営されている。
コレクションの対象は、主にカナダの若手新興アーティストの視覚芸術作品であり、約3,000人にアーティストの絵画、写真、彫刻、先住民のアート作品が10,000点以上をコレクションとして運用している。